# Chiesa di Santa Maria in Siaris
La chiesa di Santa Maria in Siaris (in sloveno Cerkev Sv. Marije na Pečah) si trova nel comune di San Dorligo della Valle (Dolina), nella Riserva Naturale della Val Rosandra, lontana da ogni centro abitato e raggiungibile solo a piedi tramite un sentiero.
Secondo la leggenda venne fatta costruire da Carlo Magno che avrebbe voluto esservi sepolto. I primi dati storici risalgono alla Confraternita del SS. Sacramento (o dei Battuti), attiva a Trieste fin dal Duecento. Nello statuto dell'anno 1330 è tra l'altro prevista la penitenza per i bestemmiatori: il peccatore doveva recarsi scalzo a questa chiesetta che dista ben 12 chilometri dal monastero e che era già allora meta di pellegrinaggi. Si conserva poi un testamento del 1497 con il quale un certo Vale da Boljunec lascia in eredità una vigna ai monaci sulle rocce. Il nome della chiesetta in lingua slovena è in effetti Marija na Pečah (Madonna sulle rocce). Nell'anno 1647 la chiesetta venne restaurata e ampliata, ma di questo intervento rimane solo la data incisa sull'architrave dell'entrata, in quanto per i due secoli seguenti il santuario fu dimenticato e, data la lontananza da ogni centro abitato, ripetutamente e pesantemente vandalizzato. Solo negli ultimi decenni alcuni interventi privati hanno ridato lustro all'antico santuario, riprendendo anche la pratica della processione attraverso tutta la valle.